# Apareiodon hasemani
Apareiodon hasemani é uma espécie de peixe teleósteo caraciforme da família dos hemiodontídeos. Os machos chegam a medir até 6,8 cm de comprimento.
Foi listado como endêmico na bacia do rio São Francisco, onde é nativo e tem sua ocorrência.